# Monasterio de Santa María de la Vega (Salamanca)
El antiguo monasterio o convento de Santa María de la Vega, también llamado de los Canónigos de León, era un edificio de traza románica, situado en la vega del Tormes, en la ciudad de Salamanca. 
Del edificio románico se conserva una serie de arquerías del claustro en un local del edificio actual, propiedad de la Fundación Rodríguez Fabrés. Gómez Moreno calificó estos restos como la culminación del románico salmantino. Los cinco arcos conservados están catalogados como BIC desde 1931.
De este convento procede la imagen de la Virgen de la Vega, patrona de Salamanca, que hoy se expone en el altar mayor de la Catedral Vieja.
A principios del siglo XX en el solar del antiguo monasterio se construyó la Granja Escuela-Asilo de la Fundación de don Vicente Rodríguez Fabrés, que fue inaugurada por el rey Alfonso XIII a finales de 1914. Es obra del arquitecto Joaquín de Vargas, de estilo modernista, destacando el patio de Quiñones y la fachada de estilo plateresco.